# Oldenlandia intonsa
Oldenlandia intonsa är en måreväxtart som beskrevs av David A. Halford. Oldenlandia intonsa ingår i släktet Oldenlandia och familjen måreväxter. Inga underarter finns listade i Catalogue of Life.